# (1343) Nicole
(1343) Nicole es un asteroide perteneciente al cinturón de asteroides descubierto por Louis Boyer desde el observatorio de Argel-Bouzaréah, Argelia, el 29 de marzo de 1935.

## Designación y nombre
Nicole se designó al principio como 1935 FC.
Más tarde, fue nombrado en honor de una sobrina del descubridor.

## Características orbitales
Nicole orbita a una distancia media de 2,569 ua del Sol, pudiendo acercarse hasta 2,275 ua. Tiene una excentricidad de 0,1143 y una inclinación orbital de 6,035°. Emplea en completar una órbita alrededor del Sol 1504 días.